# Paul Vervaeck
Paul Vervaeck (7 maart 1956) is een Belgisch basketbalcoach.

## Carrière
Vervaeck begon met basketbalcoachen in 1981 met de jeugd van Pitzemburg waar hij tot 1987 als jeugdcoach diende. In 1987 ging hij aan de slag als assistent van Lucien Van Kersschaever bij Racing Mechelen. Na een jaar als assistent ging hij opnieuw aan de slag bij tweedeklasser Pitzemburg Basket maar nu als hoofdcoach. In 1990 ging hij aan de slag als hoofdcoach van Duvel Willebroek waarmee hij zowel in de tweede als eerste klasse speelde tot in 1998. In 1998 werd hij hoofdcoach van BBC Bree in de eerste klasse. Hij was bij Bree actief tot in 2005.
In 2005 ging hij aan de slag bij het Nederlandse Cape Holland Den Helder. In 2007 werd hij jeugdcoach bij de nationale ploeg en vervulde die functie tot in 2016. Hij werd in 2007 ook coach bij de tweedeklasser CEP Fleurus. Na een seizoen trainde hij een seizoen in Luxemburg bij Contern Luxembourg. Hij keerde terug naar België en ging aan de slag in de tweede klasse bij Kangoeroes Boom tot in 2012. In het seizoen 2012/13 ging hij opnieuw aan de slag bij CEP Fleurus in de tweede klasse.
Van 2013 tot 2015 was hij de coach van de Antwerp Giants. In 2015 ging hij aan de slag bij het Nederlandse ZZ Leiden tot in 2018. In 2018 ging hij ongeveer gelijktijdig aan de slag bij de Kangoeroes Mechelen en de jeugd van de Nederlandse nationale ploeg. Hij stopte met de nationale ploeg toen hij coach werd van het Nederlandse Yoast United. In 2023 kondigde hij zijn afscheid aan als basketbalcoach.
In mei 2024 tekende hij opnieuw in Nederland bij Den Helder Suns.